# Dianthus subscabridus
Dianthus subscabridus är en nejlikväxtart som beskrevs av Igor Alexandrovich Linczevski. Dianthus subscabridus ingår i släktet nejlikor, och familjen nejlikväxter. Inga underarter finns listade i Catalogue of Life.